# Belem Guerrero Méndez
Belem Guerrero Méndez (nacida el 8 de marzo de 1974 en Ciudad Neza, Estado de México) es una ciclista y medallista mexicana. Compitió en los Juegos Olímpicos de Atenas 2004, donde obtuvo la medalla de plata en la carrera por Puntos de pista femenina, llegando a la meta luego de la rusa Olga Slyusareva y después de la colombiana María Luisa Calle. 
En el 2001 recibió el Premio Nacional de Deporte, el mismo año en el que obtuvo la medalla de bronce en el campeonato mundial de ciclismo en la prueba por puntos. En los XIX Juegos Centroamericanos y del Caribe de El Salvador en 2002, logró cuatro medallas, la medalla de plata en la prueba de persecución de 3000 metros; la medalla de oro en la carrera por puntos de 25 kilómetros; la medalla de plata en la prueba de scratch y la medalla de bronce en la modalidad de ruta de 77.4 Kilómetros. Durante los Juegos Olímpicos de Sídney 2000, no logró adjudicarse medallas, sin embargo se colocó en quinto lugar en la carrera por puntos. En 2004 logró la medalla de plata en Moscú, un bronce en Mánchester en la carrera por puntos.
En 2012 participó en el programa La isla: El reality, siendo la primera eliminada del reality.

## Filmografía
| Año  | Programa      | Rol                            |
| ---- | ------------- | ------------------------------ |
| 2012 | La Isla       | Ella misma (Primera eliminada) |
| 2012 | Los del Sie7e | Ella misma                     |